# Brabant-lès-Villers
Pour les articles homonymes, voir Brabant et Villers.
Ancienne commune de la Meuse, la commune de Brabant-lès-Villers a existé de 1973 à 1982. Elle a été créée en 1973 par la fusion des communes de Brabant-le-Roi et de Villers-aux-Vents. En 1982 elle a été supprimée et les deux communes constituantes ont été rétablies.

## Toponymie
La préposition « lès » permet de signifier la proximité d'un lieu géographique par rapport à un autre lieu. En règle générale, il s'agit d'une localité qui tient à se situer par rapport à une ville voisine plus grande. La commune française de Brabant indiquait qu'elle se situait près de Villers-aux-Vents.